# Magnojević Donji
Magnojević Donji är ett samhälle i Bosnien och Hercegovina.   Det ligger i entiteten Republika Srpska, i den nordöstra delen av landet, 120 km norr om huvudstaden Sarajevo. Magnojević Donji ligger 99 meter över havet och antalet invånare är 472.
Terrängen runt Magnojević Donji är platt, och sluttar norrut.Närmaste större samhälle är Brčko, 17,6 km väster om Magnojević Donji. 
Trakten runt Magnojević Donji består till största delen av jordbruksmark. Runt Magnojević Donji är det ganska tätbefolkat, med 67 invånare per kvadratkilometer.